# Lon Suder
„Lon Suder” este un personaj secundar din serialul TV USS Voyager din franciza Star Trek. 
Este interpretat de Brad Dourif.
Luptător în gruparea Maquis, inginerul betazoid cu tendințe ucigașe se alătură echipajului de pe nava USS Voyager în 2371. El este ajutat de către Tuvok să-și stăpânească pornirile antisociale, dându-și în cele din urmă viața pentru a-și salva camarazii.